# Мінаєв Євген Гаврилович
Мінаєв Євген Гаврилович (21 травня 1933 — 8 грудня 1993) — радянський важкоатлет.
Олімпійський чемпіон 1960 року в категорії до 60 кг, срібний призер 1956 року в категорії до 60 кг.
Чемпіон світу 1957 (до 60 кг), 1962 до 60 кг років, срібний призер 1958 (до 60 кг), 1961 до 60 кг років.